# غيورغ زيمون أوم
غيورغ زيمون أوم (بالألمانية: Georg Simon Ohm)‏ (26 مارس -1787 - 1854)، هو عالم فيزياء ألماني. تخصص في العلوم عامة وفي الفيزياء بشكل خاص. قام بالتدريس في عدة معاهد آخرها في ميونخ.

## السيرة الذاتية

### نشأته
ولد غيورغ أوم في إرلنغن في ولاية بافاريا (والتي كانت تُعتبر جزءً من الإمبراطورية الرومانية المقدسة) في جنوب ألمانيا، ابن لجوهان فولفغانغ اوم، الذي كان يعمل بصناعة الأقفال الحديدية، والدته ماريا اليزابيث بيك، ابنة أحد الخياطين في مدينة إرلنغن، ومن عائلة بروتستانتية. أبواه لم يكونا متعلمين جامعياً، ولكن أبوه تعلم وحده وكان شخصية موقرة واستطاع مساعدة ابنيه خلال مراحل دراستهما. توفي بعض من إخوته خلال مرحلة الطفولة، ولم يتبقَ له من الأخوة إلا اثنان، مارتن، الذي أصبح لاحقا عالم رياضيات، وأخته إليزابث باربارا. توفيت والدته عندما كان في العاشرة من عمره. تلقى غيورغ وأخوه مارتين التعليم منذ الطفولة على يد والدهما الذي وصل بهما إلى مستوى عال من المعرفة في الرياضيات والفيزياء والكيمياء والفلسفة. استمر في المرحلة الثانوية من عمر الحادية عشر حتى الخامسة عشر من عمره في ثانوية إرلنغن حيث حصل على قدر قليل من التدريب العلمي، الذي كان متناقضًا بشكل كبير مع العلم الذي تلقاه برفقة أخيه مارتن على يد والدهما. جعل هذا الاختلاف حياة هذه العائلة مشابهاً لحياة عائلة برونولي، وهي العائلة التي اشتهرت بالفيزياء والرياضيات، كما يذكر هذا الاختلاف البروفيسور في جامعة إرلنغن، كارل كريستيان فون لانغسدورف.

### حياته الجامعية
أعتبر والد أوم أن إبنه يضيع فرصته في التعليم، فأرسله إلى سويسرا، ووافق أوم في سبتمبر 1806 أن يكون معلم رياضيات في مدرسة جوتشتات بي نيداو.
غادر كارل كريستيان فون لانغسدورف جامعة إيرلانجن في بداية 1809، ليشغل وظيفة في جامعة جامعة هايدلبرغ. وأراد أوم ان يعيد دراساته الرياضية مع لانغسدورف في هايدلبرغ. نصح لانغسدورف أوم أن يكمل دراساته الرياضية على مسؤوليته، وأقترح على أوم أن يقرأ أعمال ليونهارت أويلر وسيلفستر فرانسوا لاكروا. أخذ أوم بنصيحة معلمه على مضض ولكنه ترك وظيفته كمعلم في مدرسة جوتشتات بي نيداو في مارس 1809، ليصبح مدرساً خاصاً في نيوشاتل. لعامين أدى اوم واجباته كمدرس بينما كان يتبع نصيحة لانغسدورف وأكمل دراسته الخاصة في الرياضيات. ثم عاد في أبريل 1811 إلى جامعة إيرلانجن.

### مسيرته التدريسية وأبحاثه
جعلته دراساته جاهزاً لدرجة الدكتوراة والتي حصل عليها من جامعة إيرلانجن في 25 أوكتوبر 1811، وإنضم بشكل فوري للكلية ليصبح محاضراً في الرياضيات، ولكنه غادرها بعد ثلاثة فصول بسبب الآفاق الضيقة. لم يكن ليصمد بسبب راتبه كمحاضر. عرضت عليه الحكومة البافارية منصب معلم للرياضيات والفيزياء في مدرسة ضعيفة الإمكانيات في بامبيرغ، والتي وافق عليها أوم في يناير 1813. غير سعيد بوظيفته، بدأ غيورغ بكتابة كتاب مبادئ في الهندسة الرياضية كوسيلة لإثبات قدراته. أغلقت المدرسة التي عمل فيها في فبراير 1816. ثم أرسلته الحكومة البافارية إلى مدرسة مكتظة أيضاً في بامبيرغ للمساعدة في تدريس الرياضيات.
بعد إنهاء مهته في بامبيرغ. أرسلت غيورغ مخطوطته الكاملة «كتابه» إلى فريدرش فيلهلم ملك بروسيا. كان الملك راضياً عن كتاب أوم، وعرض عليه منصباً في المدرسة اليسوعية الثانوية في كولون في 11 سبتمبر 1817. إمتلكت هذه المدرسة سمعة طيبة في تعليم العلوم، وكان مطلوباً من أوم أن ان يدرس الفيزياء بالإضافة إلى الرياضيات. كان مختبر الفيزياء مجهزاً بشكل جيد، سامحاً لأوم أن يبدأ تجاربه في الفيزياء. إمتلك أوم خلفية تجريبية في الآلات الميكانيكية.
نشر أوم ورقة بحثية عام 1825، والتي تناول فيها مسألة انخفاض القوة الكهرومغناطيسية المنتجة بواسطة سلك كلما زاد طول السلك. إستندت الورقة بشكل كلي على الدليل التجريبي المستند إلى تجاربه. في السنة التالية نشر أوم ورقتين إضافيتين قدم في إحداهما التفسير الرياضي للتوصيل في الدوائر بناء على دراسةجوزيف فورييهللتوصيل الحراري. كانت الورقة الثانية مهمة بشكل خاص، حيث إقترح أوم قوانين تشرح نتائج عمل الآخرين على الكهرباء الجلفانية. وتعتبر أيضاً ورقة مهمة لأنها كانت نقطة انطلاق لما نعرفه اليوم بقانون أوم الذي جاء في الكناب المنشور في العام التالي.في عام 1827 نشر كتابه المشهور بعنوان «السلسة الجلفانية وتحريرها رياضياً» والذي أعطى فيه شروحات مفصلة عن نظرية الكهرباء. واللافت للانتباه أن أوم دخل في الموضوع مباشرة، معطياً مقدمة رياضية لفهم كامل كتابه. كان هذا ضرورياً لأكثر الفيزيائيين الألمان تعليماً وتعلماً، وكانت مثل هذه المقدمة مطلوبة لأن منهج الفيزياء في الكتاب غير رياضي، وهي ظاهرة لم يسمع بها في تلك الأيام، ووفقاً لنظرية أوم فإن التوصيل الكهربائي يحدث بين «الجسيمات المتجاورة».
منح أوم عطلة سنوية من المدرسة اليسوعية بنصف أجر، ليركز على بحوثه عام 1826، ثم عاود ليكمل تدريسه في سبتمبر 1827. خلال سنة الإجازة التي قضاها في برلين، إعتقد أن منشوراته ستمنحه بشكل قاطع منصباً أفضل في أي جامعة مرموقة، ولكن ذلك لم يحدث، ثم إستكمل التدريس على مضض في المدرسة اليسوعية الثانوية في كولون. ولم يكن هنالك اسوأ من حقيقة أنه على الرغم من أن عمل أوم كان قوياً ومؤثراً إلا أستقبل بدون حماس تقريباً. تضرر أوم بشدة من كل ذلك، وقرر أن يغير وجهته إلى برلين، ونتيجة لذلك استقال أوم من منصبه كمدرس في مارس 1828، وحصل على وظيفة مؤقتة بتدريس الرياضيات في مدرسة في برلين. في عام 1833 وافق على وظيفة بروفيسور في جامعة نورمبيرغ، وهذا ما أعطاه اللقب الذي كان يرغبه طوال حياته، وكان لا يزال غير راضٍ. أدت جهوده ومثابرته في النهاية إلى إستحقاقه لميدالية كوبلي من الجمعية الملكية عام 1842. وفي السنة التالية، تم تعيينه كعضو أجنبي في الجمعية الملكية. وفي عام 1845 حاز أوم على العضوية الكاملة في الأكاديمية البافارية. بعد أربع سنوات، تقلد منصب أمين مجلس الفيزياء في الأكاديمية البافارية، وحاضر في جامعة ميونخ. تم تعيين أوم عام 1852 أستاذ كرسي الفيزياء في جامعة ميونخ، المنصب الذي كان يتوق إليه ويكافح من أجله طوال حياته.
في 1849 نشر أوم كتاباً بعنوان: الفيزياء الجزيئية، وفي المقدمة صرح«أنه يأمل أن يكتب نسخة ثانية وثالثة لعمله، وإن أعطاني الله طول العمر فسأكتب الرابعة».

## وفاته وتكريمه
توفي أوم في ميونخ عام 1854 بسبب جلطة دماغية، ودفن في مقبرة ألتر سودفريدهوف. وأستعمل إسمه في مصطلحات العلوم الكهربائية في قانون أوم. بالإضافة إلى أنها الوحدة العلمية لقياس المقاومة الكهربائية، كما إشتق رمز المقاومة من اسم هذا العالم (Ω).

## خط زمني لحياة العالم غيورغ أوم
| 1789 | ولد غيورغ زيمون أوم                                                    |
| ---- | ---------------------------------------------------------------------- |
| 1800 | سجل في مدرسة إرلنغن                                                    |
| 1805 | تم قبوله في جامعة إيرلانجن                                             |
| 1806 | رسله والده إلى سويسرا، ليشغل منصب معلم في مدرسة جوتشتات بي نيداو.      |
| 1811 | عاد إلى جامعة إيرلانجن، وحصل على درجة الدكتوراة منها                   |
| 1813 | شغل منصب محاضر في الرياضيات والفيزياء في بامبيرغ                       |
| 1817 | شغل منصب مدرس في الرياضيات والفيزياء في المدرسة اليسوعية الثانوية.     |
| 1825 | نشر ورقته العلمية الأولى                                               |
| 1826 | نشر ورقتين إضافيتين بعدما أعطى إجازة لمدة سنة من المدرسة اليسوعية      |
| 1827 | نشر كتابه المشهور، السلسلة الجلفانية، ثم تابع عمله في المدرسة اليسوعية |
| 1828 | استقال من منصبه كمدرس.                                                 |
| 1833 | وافق على منصب بروفيسور في نوريمبرغ                                     |
| 1842 | حصل على ميدالية كوبلي من الجمعية الملكية للعلوم                        |
| 1843 | تم تعيينه كعضو أجنبي في الجمعية الملكية                                |
| 1849 | حصل على وظيفة في أمين مجلس الفيزياء في الأكاديمية البافارية            |
| 1852 | عرض عليه منصب أستاذ كرسي الفيزياء في جامعة ميونخ                       |
| 1854 | لفظ غيورغ زيمون أوم أنفاسه الأخيرة                                     |

## اكتشافه لقانون أوم
اجرى الفيزيائي الألماني غيورغ أوم في القرن التاسع عشر الميلادي تجربة لقياس أثر تغير الجهد الكهربائي في التيار المار في دائرة كهربائية، فوجد علاقة بسيطة بين الجهد والمقاومة والتيار في الدائرة الكهربائية، وتعرف هذه العلاقة حاليا قانون أوم

## دراساته ومنشوراته
من مؤلفاته:
- النظرية الرياضية للتيارات الكهربائية.
- عناصر الهندسة التحليلية.

### أعماله
من أهم أعماله:
- اكتشف قانونًا في الكهرباء عرف باسمه وهو:

V=I*R
حيث V هي فرق الجهد (الفولتية)، I شدة التيار، وR هي المقاومة.
- اكتشف الخصائص الكمية للتيارات الكهربائية.
- وضع وحدة قياس المقاومة باسمه ورمز لها بالرمز اليوناني أوميغا Ω.

نال ميدالية كوبلي سنة 1841 من المجتمع الملكي- لندن

## وصلات خارجية
- غيورغ زيمون أوم على موقع الموسوعة البريطانية (الإنجليزية)
- غيورغ زيمون أوم على موقع الموسوعة البريطانية (الإنجليزية)
- غيورغ زيمون أوم على موقع إن إن دي بي (الإنجليزية)